# 安藤忠一郎
安藤 忠一郎（あんどう ちゅういちろう、1887年〈明治20年〉11月9日 - 1954年〈昭和29年〉1月11日）は大日本帝国陸軍の軍人。最終階級は陸軍少将。

## 経歴
秋田県出身。秋田中学校を経て、1909年（明治42年）5月、陸軍士官学校卒業（士候21期）。同年12月、陸軍歩兵少尉任官。
歩兵第32連隊留守隊長などを経て、1939年（昭和14年）10月、第106師団隷下の歩兵第147連隊長に着任し、日中戦争に出征した。その後、熊本連隊区司令官等を歴任し、1941年（昭和16年）3月、陸軍少将に昇進。1942年（昭和17年）3月、第9独立守備隊長に補せられ、1944年（昭和19年）7月、独立混成第60旅団長に転じた。同職で宮古島にて終戦を迎える。
1947年（昭和22年）11月28日、公職追放仮指定を受けた。

## 栄典
位階
- 1910年（明治43年）2月21日 - 正八位[2]
- 1913年（大正2年）4月21日 - 従七位[3]
- 1918年（大正7年）5月20日 - 正七位[4]
- 1923年（大正12年）7月31日 - 従六位[5]
- 1928年（昭和3年）9月1日 - 正六位[6]

勲章等
- 1923年（大正12年）7月24日 - 勲六等瑞宝章[7]